# Crash Override Network
Crash Override Network est une association de soutien pour les victimes de cyberharcèlement à grande échelle, y compris le revenge porn et doxxing.

## Historique
Crash Override est fondé par les développeurs de jeu vidéo Zoë Quinn et Alex Lifschitz et emploie exclusivement des victimes de cyberharcèlement dont l'identité est tenue secrète. Quinn et Lifschitz sont au cœur de la controverse du Gamergate, recevant des menaces de mort et étant plusieurs fois doxxés.
Crash Override est sponsorisé par Feminist Frequency depuis mars 2016.

## Actions
Les fondateurs de l'association considèrent que leur groupe augmente la visibilité du problème de cyberharcèlement à l'intérieur et en dehors de la communauté des jeux vidéo. Les services de l'organisation se divisent en trois types : l'assistance aux victimes, un centre de gestion de crise, et des relations publiques auprès des organismes et entreprises. Entre autres, l'organisation propose un soutien psychologique, une aide à l'hébergement d'urgence pour les victimes doxxées, et un accès à des experts de la sécurité informatique.
L'association crée un plan personnalisé pour chaque victime qui la contacte, et travaille en partenariat avec les autorités américaines, certains journaux et des réseaux sociaux, par exemple Twitter. Elle s'engage à aider les victimes quelles que soient leurs opinions, y compris si elles ont soutenu le Gamergate.
En janvier 2015, l'association conseille à une victime de harcèlement de contacter la police pour la prévenir d'un éventuel swatting à venir : lorsque l'appel de dénonciation est effectué, les autorités sont au courant de l'attaque et ne se déplacent pas.
En mai 2015, Crash Override Network devient une ressource officielle de Twitter.
En 2017, la fondatrice Zoë Quinn rédige un livre qui raconte son histoire personnelle lors du Gamergate, ainsi que la création et l'activité du réseau Crash Override. 